# Trudi Schoop

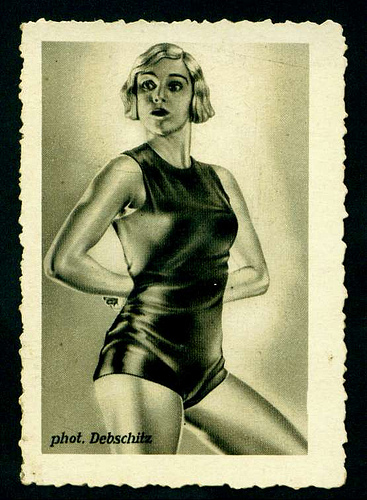
Trudi Schoop, Zigarettenbild von Wanda von Debschitz-Kunowski, 1933

Trudi Schoop, auch Trudy Schoop (* 9. Oktober 1903 in Zürich; † 14. Juli 1999 in Van Nuys, Los Angeles), war eine Schweizer Tänzerin, Tanztherapeutin und Kabarettistin.

## Leben

### Frühe Jahre
Trudi Schoop wurde am 9. Oktober 1903 in Zürich als Tochter von Friedrich Maximilian Schoop (1871–1924) und Emma Olga Schoop geb. Böppli (1873–1959) geboren. Trudi entstammte väterlicherseits einer Familie von Gelehrten, Professoren und Lehrern, ihr Grossvater Ulrich Schoop (1830–1911) war Lehrer an der Kunstgewerbeschule in Zürich. Trudi Schoops Vater war Redaktor, unter anderem bei der Züricher Post, Präsident des Grand Hotel Dolder und, wie er selbst berichtet, ein angesehener und geschätzter Mann in Zürcher Intellektuellenkreisen. Trudi Schoops freidenkende und unkonventionelle Mutter stammte von «toggenburgischen Wunderdoktoren» ab und war eine warmherzige Frau mit einem unersättlichen Freiheits- und Lebensdrang. Die Familie wohnte am Zürichberg, wo sich auch das Hotel Dolder befindet.
Trudi Schoop war das zweite von vier Kindern. Ihr älterer Bruder war der Maler Max Schoop (1902–1984), ihre jüngere Schwester die Tänzerin und Bildhauerin Hedi Schoop (1906–1995) und ihr jüngerer Bruder der Komponist Paul Schoop (1909–1976). Die Kinder wurden in einer freien und ungezwungenen Atmosphäre grossgezogen, und die Eltern förderten die künstlerische Entwicklung ihrer Kinder, die alle künstlerische Berufe ergriffen.

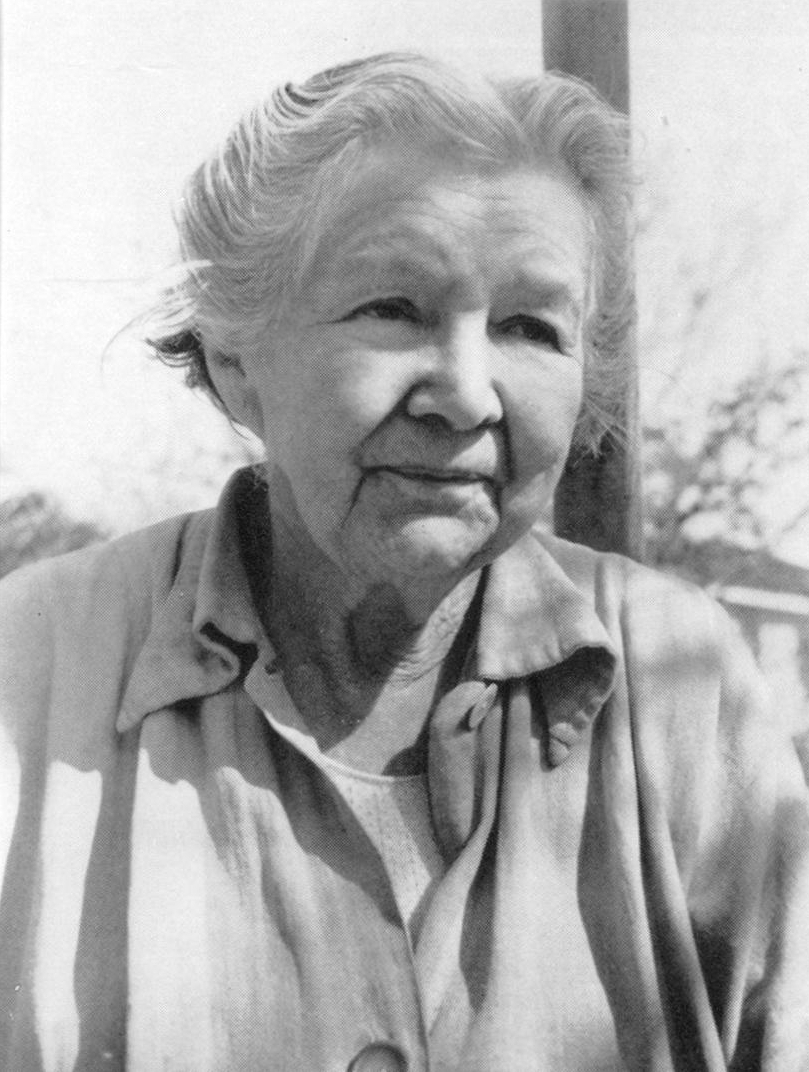
Trudi Schoops Mutter im Alter von 84 Jahren, 1957
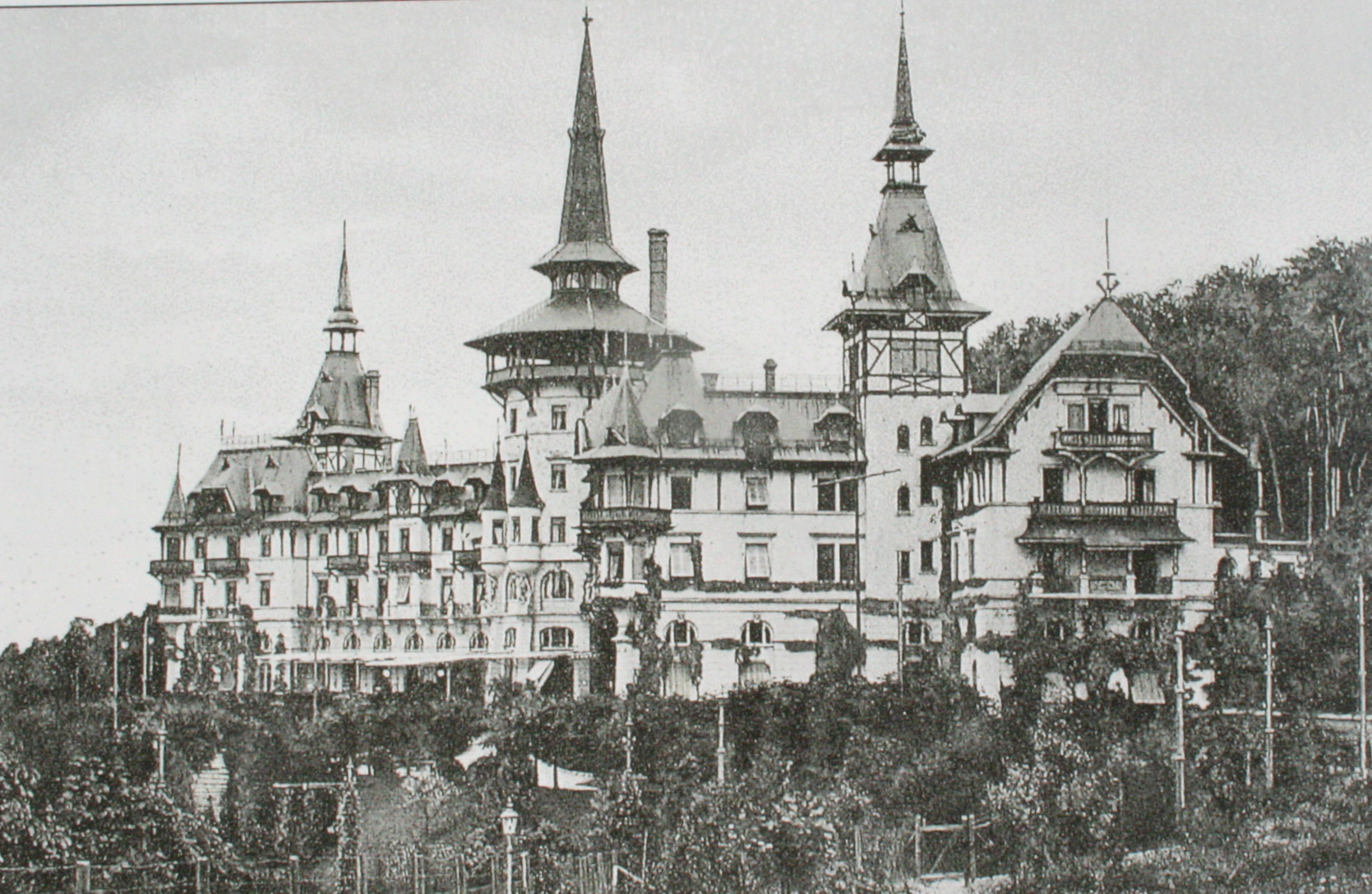
Grand Hotel Dolder, um 1905

### Beruf
Trudi Schoop brachte sich als Autodidaktin das Tanzen weitgehend selbst bei. Im Alter von 17 Jahren trat sie im Pfauentheater ihrer Heimatstadt das erste Mal in einer Solodarbietung auf. Erst später nahm sie auch professionellen Tanz- und Ballettunterricht. Bereits 1921 gründete sie ihre erste eigene Tanzschule.
Trudi Schoop suchte Ende der 1920er Jahre zusammen mit ihrem Bruder Paul Schoop verzweifelt nach einer passenden Musik für ihre selbsterfundenen Pantomimen. «Eines Tages setzte sich mein Bruder Paul mit mir hin und begann meine Ideen in musikalische Sequenzen zu übertragen. Mein Komponist war gefunden!» In den 1930er Jahren komponierte Paul, meist in Zusammenarbeit mit Huldreich Früh (1903–1945), die meisten Ballettmusiken für Trudi Schoops Pantomimen.
In dieser Zeit unternahm Trudi Schoop zahlreiche Tourneen, auf denen sie auch von ihrer Schwester Hedi Schoop und der Tänzerin Suzanne Perrottet begleitet wurde, durch europäische Grossstädte wie Berlin, Oslo, Amsterdam, Prag, Stockholm und Paris. Aufgrund ihrer starken physischen Komik wurde die Ausdruckstänzerin Schoop oft als weiblicher Charlie Chaplin oder im Humor mit Grock verwandt, gefeiert. 1932 erreichte sie mit ihrer Tanzkomödie Fridolin unterwegs beim renommierten Pariser Grand Concours Internationale de Chorégraphie den zweiten Platz.
Daneben arbeitete sie einige Male als Choreographin und Tänzerin beim Film. Mit der Tanzkomödie Fridolin war Trudi Schoop 1936 für vier Monate in Amerika unterwegs.
Mit Beginn des Zweiten Weltkrieges löste sie ihre Tanzgruppe auf. Sie selbst engagierte sich zwischen 1941 und 1945 im antifaschistischen Zürcher Cabaret Cornichon. Nach Kriegsende firmierte sie für kurze Zeit ihre Tanzgruppe neu und ging abermals auf Tournee – diesmal durch die Vereinigten Staaten von Amerika. 1948 löste sie die Tanzgruppe endgültig auf und beendete zugleich ihre Bühnenkarriere.
Wenige Jahre später siedelte sie nach Kalifornien über. Dort widmete sie sich ganz der Aufgabe, psychisch gestörte Menschen durch Tanz positiv zu beeinflussen. Diese Wirkung des Tanzes auf Psychosen hatte sie in ihrer Jugend selbst mehrfach erlebt. Als Therapeutin entwickelte sie zusammen mit Tina Keller Jenny die auf C. G. Jung und Toni Wolff basierende Tanztherapie für chronisch psychotische Menschen entscheidend weiter und gilt neben Franziska Boas, Marian Chace, Liljan Espenak und Mary Whitehouse als eine der «Mütter der Tanztherapie».
Zunächst noch ohne psychologische oder klinische Schulung, arbeitete Trudy Schoop später auch eng mit medizinischen Einrichtungen wie dem Camarillo State Mental Hospital und der Vereinigung UCLA zusammen. Mit ihrer body-ego technique versuchte sie bis ins hohe Alter Menschen aus ihrer Isolation zu holen und ihnen dabei zu helfen, sich selbst zu akzeptieren und Kontakt mit anderen Menschen aufzubauen.
Einige Jahre vor Trudi Schoops Tod drehte die Filmemacherin Claudia Willke zwei Dokumentationen mit und über die Tanztherapeutin: Das Portrait Die Eroberung der Leere (1992) sowie Komm, tanz mit mir (1990), die Trudy Schoop bei der Arbeit mit Patientinnen der Psychiatrie Münsterlingen zeigt.

## Filmografie
- 1931: Feind im Blut. Regie: Walter Ruttmann. Choreografie und Tanz: Trudi Schoop[13]
- 1953: Sie fanden eine Heimat (Unser Dorf). Regie: Leopold Lindtberg. Choreografie: Trudi Schoop.[14]
- 1990: Komm tanz mit mir – Trudi Schoop. Dokumentarfilm von Claudia Willke, 1990.[15]
- 1992: Die Eroberung der Leere – Trudi Schoop. Dokumentarfilm von Claudia Willke, 1992.[16]

## Malerei

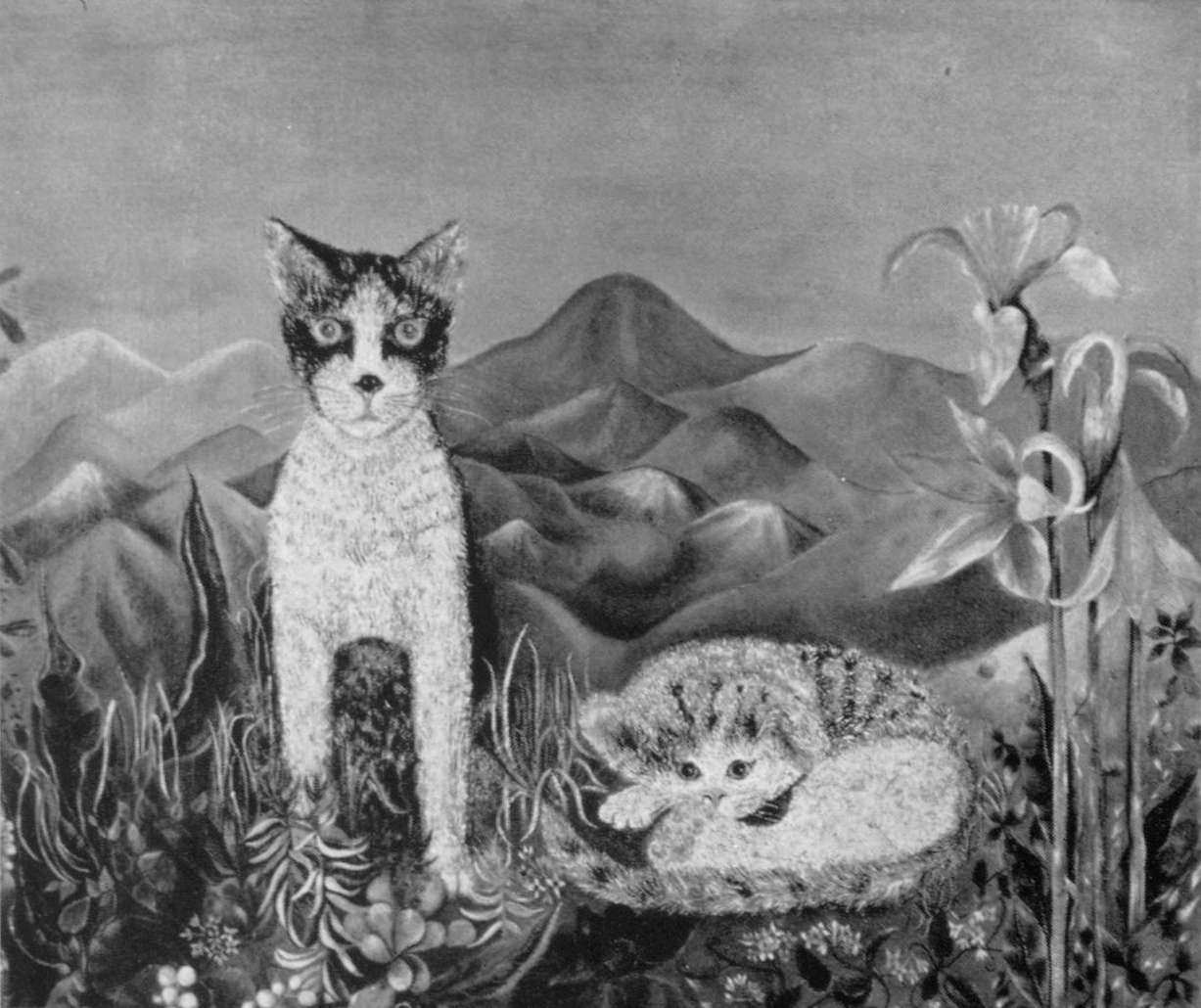
Ein Katzenbild von Trudi Schoop, vor 1958

In den 1950er Jahren äusserte Trudi Schoop gegenüber ihrem Landsmann Carl Seelig: «Nun möchte ich nichts mehr als malen und in Farben ertrinken.» Und: «Am liebsten möchte ich von jetzt an nur noch Katzenporträtistin sein!»
Carl Seelig fragte sich: «Warum aber gerade Katzen? Sie malt nämlich auch Blumen, Hunde und Kinder. Von letzteren möchte sie sogar ganz gern Bildnisse machen. Aber sie hat Angst, daß die Auftraggeber herumnörgeln, die Nase sei zu groß geraten oder die Farbe der Augen zu wenig blau. Die Katzen hingegen lassen sich malen, wie sie will. Sie glaubt sie gut zu kennen, diese geheimnisvollen, bezaubernd-anmutigen Geschöpfe, die bald fremd wie ein Urwaldwesen sein können und bald zutraulich wie eine Tante. Meistens sind es zugelaufene Katzen, die sie malt. Am traumhaftesten wirken aber auf Trudi die südamerikanischen Pantherkatzen, die wundervoll gefleckten Ozelots. In sie ist sie richtig verliebt.» Bei der Betrachtung ihrer Katzenbilder fühlt man sich unwillkürlich an den französischen Zöllner Henri Rousseau erinnert.

### Werke
- vor 1958: Ein Katzenbild (siehe Abbildung).[18]
- 1959: Fünf Katzen.[19]

## Veröffentlichungen
- mit Peggy Mitchell, Hedi Schoop (Illustration): Won’t You Join the Dance? A Dancer’s Essay into the Treatment of Psychosis. Palo Alto 1974, Ausschnitt:.
- mit Peggy Mitchell, Hedi Schoop (Illustration), Marigna Gerig (Übersetzung): Komm und tanz mit mir! komm, so komm doch, komm, so komm doch, komm und tanz mit mir! Ein Versuch, dem psychotischen Menschen durch die Elemente des Tanzes zu helfen. Zürich 2006, Ausschnitt (Memento vom 24. November 2015 im Internet Archive) (PDF; 32 kB). – Deutsche Übersetzung von #Schoop 1974.